# Иван Ципоранов
Иван Хр. Ципоранов е български революционер, деец на Вътрешната македоно-одринска революционна организация.

## Биография
Иван Ципоранов е роден на 30 август 1883 година в Сливен. Учи в Сливен и във Военното училище в София, но го напуска и влиза в Македония с чета. Убит е в сражение с турски аскер на 26 април 1903 година в местността Радова скала, Кратовско.